# Junkers EF 127
Die Junkers EF 127 Wally war das nicht verwirklichte Projekt eines deutschen Raketenflugzeugs in der Endphase des Zweiten Weltkriegs.

## Entwicklung
Im Rahmen des Jägernotprogramms entstand gegen Ende des Zweiten Weltkrieges bei den Junkers-Werken das Projekt des leichten Jagdflugzeugs EF 126 „Elly“. Aus diesem Entwurf leitete man als Konkurrenzentwurf zur P 1077 Romeo von Heinkel die Ausführung EF 127 ab, welche als raketengetriebener Objektschutzjäger konzipiert war. Hierzu waren einige Änderungen notwendig. Durch den Wegfall des Pulsoschubrohres auf dem Rumpfrücken wurde das Leitwerk umkonstruiert und der Rumpf zur Unterbringung des Triebwerkes und der Kraftstoffbehälter für den C- und T-Raketentreibstoff geringfügig verändert. Statt einer Landekufe wurde ein einziehbares Bugradfahrwerk vorgesehen. Die EF 127 kam über das Attrappenstadium nicht hinaus, während das Projekt EF 126 durch die Sowjetunion fortgeführt wurde. Die V1 wurde antriebslos getestet, die V5 mit Antrieb.

## Technische Daten
| Kenngröße              | Daten                                                                 |
| ---------------------- | --------------------------------------------------------------------- |
| Besatzung              | 1                                                                     |
| Länge                  | 7,60 m                                                                |
| Spannweite             | 6,65 m                                                                |
| Flügelfläche           | 8,90 m²                                                               |
| Flügelstreckung        | 5,0                                                                   |
| Leermasse              | 1030 kg                                                               |
| Startmasse             | 2960 kg                                                               |
| Höchstgeschwindigkeit  | 950 km/h                                                              |
| Steigzeit auf 10.000 m | 1:09 min                                                              |
| Reichweite             | 700 km                                                                |
| Triebwerke             | ein Raketentriebwerk Walter HWK 109-509 A-2, 2000 kp                  |
| Bewaffnung             | zwei 20-mm-Kanonen MG 151/20 oder MG 213 zwölf ungelenkte Raketen R4M |